# الأسعد الورتاني
الأسعد الورتاني (بالفرنسية:lassaad ourtani) و يكنى ''الزغو'' لاعب كرة قدم تونسي، ولد بمدينة إسن الألمانية في 2 ماي 1980 و توفي 4 جانفي 2013 إثر حادث مرور تعرض له. اشتغل خطة وسط ميدان بنادي الشبيبة الرياضية القيروانية ثم بالملعب التونسي الذي توج معه بكأس تونس سنة 2003 قبل الانتقال إلى النادي الإفريقي الذي تحصل معه على بطولة تونس لكرة القدم سنة 2008 وكأس شمال أفريقيا للأندية البطلة في 2009 كما كان ضمن المنتخب الأولمبي الحائز على الميدالية الذهبية في دورة ألعاب البحر الأبيض المتوسط بتونس عام 2001.

## مسيرته الرياضية
- 2000 - 2001: الشبيبة الرياضية القيروانية ( تونس).
- 2001 - 2004: الملعب التونسي ( تونس).
- 2004 - 2009: النادي الإفريقي ( تونس).
- 2009 - 2009: الشبيبة الرياضية القيروانية ( تونس).

## روابط خارجية
- الأسعد الورتاني على موقع قاعدة بيانات كرة القدم.إي يو (الإنجليزية)
- الأسعد الورتاني على موقع ناشيونال فوتبول تيمز (الإنجليزية)